# Favonigobius exquisitus
Favonigobius exquisitus es una especie de peces de la familia de los Gobiidae en el orden de los Perciformes.

## Morfología
Los machos pueden llegar a alcanzar los 9 cm de longitud total.

## Hábitat
Es un pez de clima subtropical y demersal.

## Distribución geográfica
Se encuentran en Nueva Gales del Sur (Australia ).

## Observaciones
Es inofensivo para los humanos.